# Jai (linguagem de programação)
Jai é uma linguagem de programação que está sendo desenvolvido por Jonathan Blow (criador dos jogos, Braid e The Witness) projetado principalmente pensando no desenvolvimento de jogos. O desenvolvimento começou em setembro de 2014. Blow ainda não lançou uma versão pública do compilador. No entanto, uma pequena demonstração da linguagem foi mostrada na Reboot Develop 2017.

## Recursos
- Execução arbitrária do código em tempo de compilação
- Meta programação em tempo de compilação e introspecção do compilador
- Refatoração de código facilitada por sintaxe
- Processo de construção integrado
- Estruturas orientadas a dados com polimorfismo
- Reflexão e informações do tipo em tempo de execução
- Uma nova abordagem dos procedimentos polimórficos
- Ferramentas de gerenciamento de memória de baixo nível
- Controle explícito sobre as características de otimização e desempenho

## Exemplos

### Olá Mundo
```
#
import
 
"Basic"
;

main
 
::
 
()
 
{
 
    
print
(
"Olá, Mundo!
\n
"
);

}

```